# Arrondissement Loches
Loches is een arrondissement van het Franse departement Indre-et-Loire in de regio Centre-Val de Loire. De onderprefectuur is Loches.

## Kantons
Het arrondissement was tot 2014 samengesteld uit de volgende kantons:
- Kanton Descartes
- Kanton Le Grand-Pressigny
- Kanton Ligueil
- Kanton Loches
- Kanton Montrésor
- Kanton Preuilly-sur-Claise

Na de herindeling van de kantons bij decreet van 18 februari 2014 met uitwerking op 22 maart 2015 zijn dat:
- Kanton Descartes
- Kanton Loches